# Práxedes
Práxedes es una santa cristiana de la que poco se conoce. Según la leyenda, Práxedes fue una virgen romana, hija de San Pudencio, «amiga de los Apóstoles» y hermana de Pudenciana.
Práxedes y Pudenciana, junto con el presbítero Pastor y el papa Pío I (140-154), construyeron un baptisterio en la casa de su padre, y allí comenzaron a bautizar a los paganos. Pudenciana murió a los dieciséis años, siendo asaeteada, y está enterrada junto a su padre Pudencio, en las catacumbas de Priscila, en Vía Salaria.
Después de muchos años de enterrar a cristianos mutilados, visitar a los encarcelados y viendo sufrir a aquellos a los que amaba, Práxedes murió el 21 de julio de un año que está en disputa entre 230 y 231.[cita requerida] Práxedes está incluida en el santoral católico y su santo se celebra el 21 de julio. Aparentemente, se encuentra enterrada junto a Pudenciana y Pudencio en Vía Salaria, pero, aunque existe evidencia de la vida de San Pudencio, no hay evidencia directa de Práxedes ni de Pudenciana.
En honor a la santa, se construyó una iglesia en el lugar donde supuestamente se encontraba su casa. El papa Pascual I reconstruyó y amplió la iglesia en el año 822dando como resultado la actual Basílica de Santa Práxedes. En ese mismo año trasladó sus reliquias a dicha Basílica, aunque se repartieron reliquias a otros templos de la cristiandad para su culto, como por ejemplo, a la real capilla de Santa Ana en el Palacio de la Almudaina de Palma.